# Bontà loro

Maurizio Costanzo in Bontà loro

Bontà loro fu un talk show nato da un'idea di Angelo Guglielmi e condotto da Maurizio Costanzo, trasmesso su Rai 1 in seconda serata tra il 1976 e il 1978 e nella fascia del primo pomeriggio tra il 2010 e il 2011.

## Storia

### Gli inizi
La prima puntata andò in onda dallo Studio 11 di Via Teulada alle 22:40 di lunedì 18 ottobre 1976, subito dopo il tradizionale appuntamento con Lunedì Film. La scenografia era essenziale: una finestra, un orologio a cucù, tre poltrone color aragosta e lo sgabello in metallo del conduttore. Costanzo, durante la sigla iniziale, si premurava di chiudere l'unica finestra, come per dire, metaforicamente, «tutto quello che diciamo rimane tra noi». I primi tre ospiti furono il regista Anton Giulio Majano, un idraulico e Annie Papa, che poche settimane prima aveva fatto scandalo al concorso di Miss Italia mostrandosi a seno nudo.
Da allora seguirono due cicli del programma (il primo in bianco e nero e il secondo a colori) con un totale di 63 puntate alle quali parteciparono 187 personaggi, illustri e non. La trasmissione andava in onda in diretta, in seconda serata, con qualche rarissima eccezione. Il 7 febbraio 1977, per esempio, il programma non fu trasmesso perché il palinsesto Rai era stato sconvolto dalle trasmissioni sullo scandalo Lockheed appena scoppiato, e la puntata del 14 febbraio, con Raimondo Vianello, Marta Marzotto e Piero Ottone, fu registrata qualche giorno prima.

### Ospiti di prestigio
Nel salotto di Costanzo sono passati molti ospiti di prestigio. Tra questi Piero Chiara, Umberto Agnelli, Marcello Mastroianni, Tina Anselmi, Giulio Andreotti, Alberto Sordi, Lina Wertmüller, Enrico Montesano, Luciano De Crescenzo, Niki Lauda, Alberto Lattuada, Felice Ippolito, Stefano Benemeglio, Giovanni Nuvoletti, Goffredo Parise,  Marco Ferreri, Amanda Lear, Eugenio Scalfari, Mike Bongiorno. Per la prima volta nella storia della televisione italiana il programma ha intervistato in diretta un presidente del Consiglio in carica, Giulio Andreotti.
Il programma era caratterizzato da una domanda-tormentone che Costanzo rivolgeva a quasi tutti i suoi invitati: "Che cosa c'è dietro l'angolo?": era il modo con cui il popolare giornalista cercava di approfondire gli argomenti.
La trasmissione finì anche al centro di polemiche per via di una domanda ritenuta troppo personale che Costanzo aveva fatto a Tina Anselmi, all'epoca Ministro del lavoro e della previdenza sociale ed in assoluto prima donna a ricoprire l'incarico di ministro in Italia (Costanzo aveva chiesto alla politica il perché non si fosse mai sposata).

### La conclusione
Dopo due stagioni, il programma chiuse i battenti nella primavera del 1978 per trasformarsi in altri due talk show simili: nel 1978-1979 Costanzo condusse Acquario e nel 1979-1980 Grand'Italia.
Dopo lo scandalo della P2 nel 1981, il conduttore passò a Rete 4 (allora di proprietà del Gruppo Mondadori e non ancora appartenente alla Fininvest) creando il Maurizio Costanzo Show.

### Il ritorno nel 2010
Con il ritorno in Rai di Maurizio Costanzo, il 22 febbraio 2010 torna il programma, inizialmente proposto con il titolo Bontà sua - Incontro fra contemporanei, in onda intorno alle ore 14:10 per una durata di venti minuti: la formula prevede in ogni puntata un'intervista ad un singolo personaggio.
Il 13 settembre 2010 la trasmissione ritorna con il nome Bontà loro, con durata estesa a neanche un'ora. Il programma viene curato, oltre che dallo stesso Costanzo, anche da Luisella Testa e Pierluigi Diaco. A ottobre la fine di ciascuna puntata viene anticipata di venti minuti a causa degli ascolti molto bassi (8% come media). Per lo stesso motivo si decide in seguito di cancellare la trasmissione, la cui ultima puntata va in onda il 14 febbraio 2011.
Il conduttore passa poi a Rai 2 con il Maurizio Costanzo Talk.